# Chaînon Convoy
Le chaînon Convoy est un massif de montagnes situé dans la chaîne Transantarctique, dans la terre Victoria en Antarctique. Il culmine au mont Brooke, dans les collines de Coombs, à 2 675 mètres d'altitude. Il comprend aussi les collines d'Allan.

## Sommets principaux
- Mont Brooke, 2 675 m
- Mont Gunn, 2 464 m
- Pic Ballance, 2 330 m
- Rochers Brandau, 2 321 m
- Mont Gran, 2 233 m
- Nunatak Battlements, 2 128 m
- Mont Berger, 2 111 m

## Histoire
Des équipes néo-zélandaises de la New Zealand Geological Survey Antarctic Expedition (NZGSAE) explorent le chaînon en 1957. Ils le nomment d'après leur convoi principal dans le détroit de McMurdo en 1956-1957, les noms de leurs différents navires étant donnés à différents toponymes dans le chaînon.